# توزیع خی دو نامرکزی
توزیع خی دو نامرکزی (به انگلیسی: Noncentral chi-squared distribution) تعمیمی از توزیع خی دو است؛ در حقیقت توزیع خی دو (یا توزیع کی‌دو یا {\displaystyle \chi ^{2}}) حالت خاصی از توزیع خی دو نامرکزی است.
درشاخهٔ آمار چندمتغیره و دیگر آمارها توزیع خی دو نامرکزی بسیار پرکاربرد است. این توزیع را معمولاً زمانی که فرض صفر در آزمون فرض آماری درست نباشد، می‌بینیم.

## تعریف
اگر ({\displaystyle X_{1},X_{2},...,X_{k}})
k تا متغیر تصادفی مستقل باشند، به طوری که:
{\displaystyle X_{i}\sim N(\mu _{i},\sigma _{i})}
آنگاه متغیر تصادفی
{\displaystyle \quad \sum _{i=1}^{k}\left({\frac {X_{i}}{\sigma }}\right)^{2}}
از توزیع خی دو نامرکزی پیروی می‌کند:
{\displaystyle \quad \sum _{i=1}^{k}\left({\frac {X_{i}}{\sigma }}\right)^{2}\sim \chi ^{2}(k,\lambda )}
k درجه آزادی است که برابر تعداد {\displaystyle X_{i}} هاست و {\displaystyle \lambda } مؤلفه میزان نامرکزی بودن (به انگلیسی :Noncentrality paramete) است که تعریفی به شکل زیر دارد:
{\displaystyle \lambda =\sum _{i=1}^{k}{\frac {\mu _{i}^{2}}{\sigma ^{2}}}}
با این تعریف وقتی {\displaystyle \lambda =0} باشد، توزیع همان توزیع خی دو خواهد بود.

### نمونه‌گیری
برای تولید یک نمونه تصادفی از این توزیع می‌توانید فرایند شبه کد زیر را دنبال کنید:

برای k و {\displaystyle \lambda } مشخص {\displaystyle \left(k>=1\right)} :
قرار بده {\displaystyle u=sqrt(\lambda )}
متغیر تصادفی {\displaystyle z_{1}\sim N(u,1)} را نمونه‌گیری کن
متغیر تصادفی {\displaystyle y\sim gamma({\frac {\left(k-1\right)}{2}},2)} را نمونه‌گیری کن
{\displaystyle x=z_{1}^{2}+y} را برگردان

x یک متغیر تصادفی از توزیع {\displaystyle \chi ^{2}\left(k,\delta \right)} خواهد بود.

## تابع چگالی احتمال
تابع چگالی احتمال توزیع خی دو نامرکزی با درجهٔ آزادی k و میزان نامرکزی بودن
{\displaystyle \lambda } که با {\displaystyle \chi ^{2}\left(k,\lambda \right)} آن را نشان می‌دهیم، به صورت زیر است:
{\displaystyle f(x)={\begin{cases}{\frac {e^{-1/2(x+\lambda )}}{2^{k/2}}}\sum _{j=0}^{\infty }{\frac {x^{k/2+j-1}\lambda ^{j}}{\Gamma (k/2+j)2^{2j}j!}}&0<x<\infty \\\\0&{\text{otherwise}}\end{cases}}}
این تابع را به شکل‌های دیگر نیز می‌توان نوشت، همچون :
{\displaystyle f_{x}(k,\lambda )=1/2e^{-(x+k)/2}({\frac {x}{\lambda }})^{k/4-1/2}I_{k/2-1}({\sqrt {\lambda x}})}
که {\displaystyle I_{v}(y)} در آن تابع بسل نوع اول است که برابر است با :
{\displaystyle I_{v}(y)=(y/2)^{v}\sum _{j=0}^{\infty }{\frac {(y^{2}/4)^{j}}{j!\Gamma (v+j+1)}}}

### نمودار چگالی احتمال
می‌توانید نمودار چگالی احتمال این توزیع را در شکل‌های زیر ببینید:

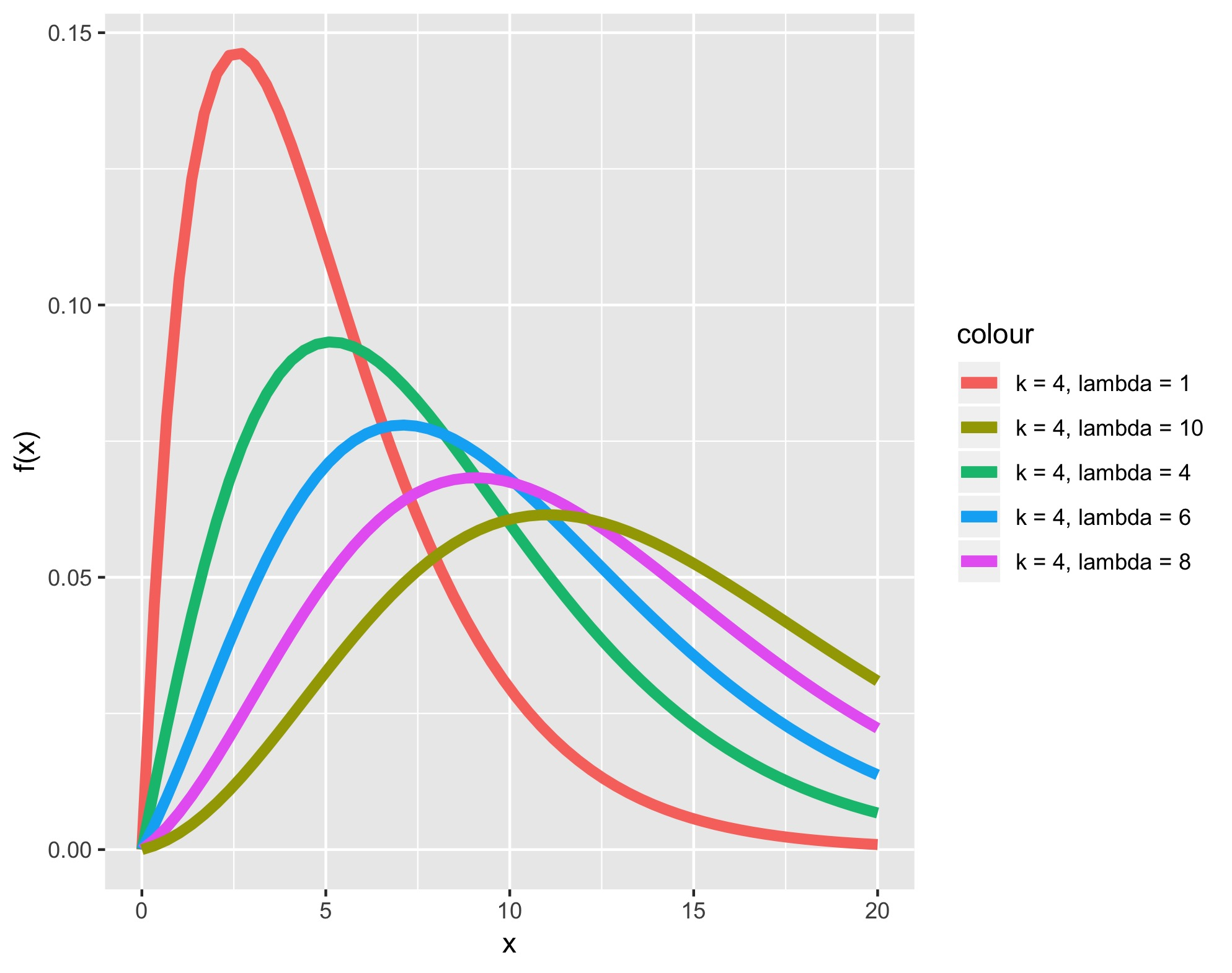
نمودار چگالی احتمال برای پنج توزیع با درجه‌های آزادی برابر و مقدار {\displaystyle \lambda } متفاوت
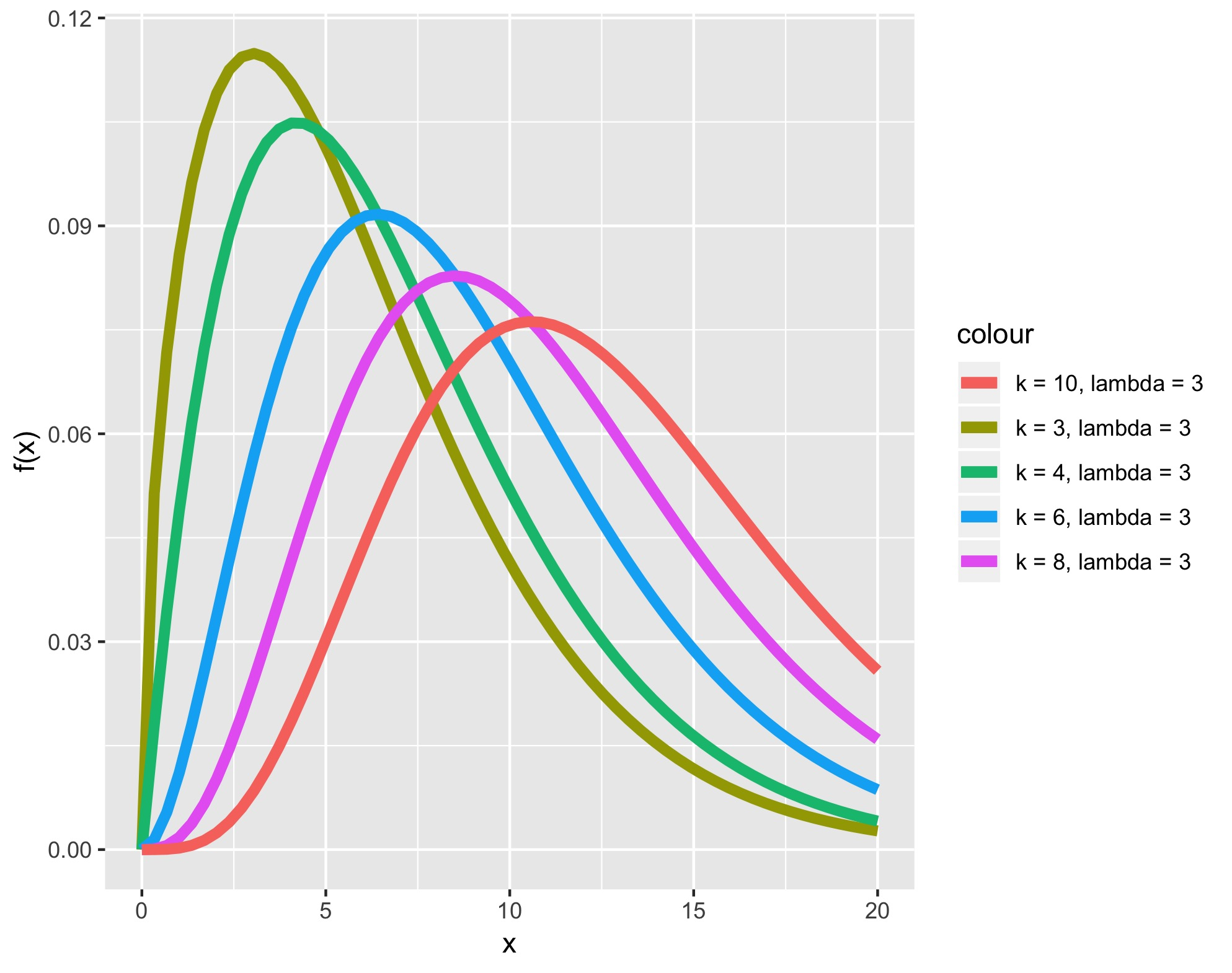
نمودار چگالی احتمال برای پنج توزیع با مقدار {\displaystyle \lambda } برابر و درجه‌های آزادی متفاوت

## تابع توزیع تجمعی
تابع توزیع تجمعی این توزیع را می‌توان اینگونه نوشت:
{\displaystyle F(x)=P(\chi ^{2}\left(k,\lambda \right)\leq x)=\sum _{i=0}^{\infty }{\frac {exp(-k/2)(k/2)^{i}}{i!}}P(\chi ^{2}(k+2i,\lambda )\leq x)}

### نمودار توزیع تجمعی

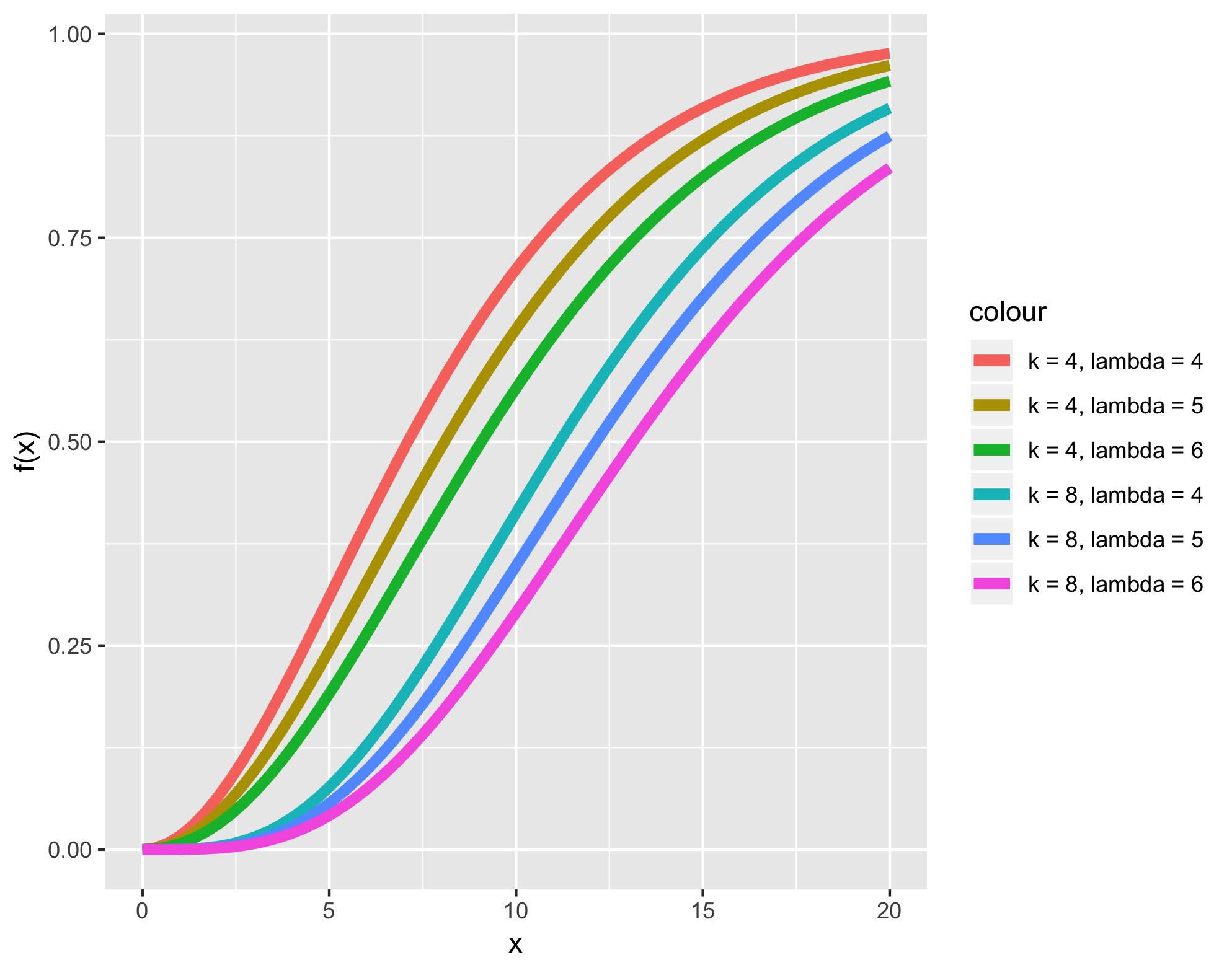
نمودار توزیع تجمعی برای شش توزیع دلخواه

## تابع مولد گشتاور
اگرتابع مولد گشتاور را با {\displaystyle \phi _{x}(\theta )} نشان دهیم، طبق تعریف تابع مولد گشتاور داریم:
{\displaystyle \phi _{x}(\theta )=E[e^{\theta x}]=E[e^{\theta \sum _{i=1}^{k}({\frac {X_{i}}{\sigma }})^{2}}]=\prod _{i=1}^{k}E[e^{\theta ({\frac {X_{i}}{\sigma }})^{2}}]}
که برای این توزیع برابر است با :
{\displaystyle \phi _{x}(\theta )={\frac {exp({\frac {\lambda \theta }{1-2\theta }})}{(1-2\theta )^{k/2}}}}

## امید ریاضی و واریانس
مقدار امید ریاضی برای این توزیع برابر است با حاصل جمع درجهٔ آزادی و میزان نامرکزی بودن (noncentrality parameter):
{\displaystyle E[x]=k+\lambda }
واریانس آن هم تابعی از {\displaystyle \lambda ,k} است:
{\displaystyle V[x]=2(k+2\lambda )}

## توزیع‌های مشابه این خانواده
از خانوادهٔ توزیع‌های خی و خی دو علاوه بر توزیع خی دو نامرکزی می‌توان به توزیع خی٬توزیع خی‌دو ٬توزیع خی نامرکزی نیز اشاره کرد.
توزیع خی دو را که پیش تر گفتیم که همان توزیع خی دو نامرکزی است زمانی که {\displaystyle \lambda =0} باشد. می‌توان اینگونه نوشت که
اگر ({\displaystyle X_{1},X_{2},...,X_{k}})
k تا متغیر تصادفی مستقل باشند، به طوری که:
{\displaystyle X_{i}\sim N(\mu _{i},\sigma _{i})}
آنگاه:
- {\displaystyle \sum _{i=0}^{k}({\frac {x_{i}-\mu _{i}}{\sigma _{i}}})^{2}} از توزیع خی دو پیروی می‌کند.
- {\displaystyle {\sqrt {\sum _{i=0}^{k}({\frac {x_{i}-\mu _{i}}{\sigma _{i}}})^{2}}}}از توزیع خی پیروی می‌کند.
- {\displaystyle {\sqrt {\sum _{i=0}^{k}({\frac {x_{i}}{\sigma _{i}}})^{2}}}}از توزیع خی نامرکزی پیروی می‌کند.